# أحمد الدلو
أحمد الدلو (7أبريل 1971- 13 أكتوبر 2023) هو أكاديمي فلسطيني ولد في محافظة غزة، حصل على شهادة البكالوريوس في علم الأدوية الإكلينيكي من جامعة الخرطوم في السودان عام 1998. لاحقاً، عمل كأستاذ جامعي في علم الأدوية الإكلينيكي في عدة جامعات، منها جامعة الرباط الوطني في السودان وجامعة الطائف في المملكة العربية السعودية. في عام 2019، عاد إلى قطاع غزة ليتولى منصب عميد كلية الطب والعلوم الصحية في جامعة فلسطين، واستمر في هذا المنصب حتى عام 2022.

## استشهاده
استشهد أحمد صلاح رشيد الدلو عن عمر يناهز 52 عاماً برفقة أفراد عائلته بتاريخ 13 أكتوبر 2023 في مدينة غزة، وذلك إثر استهدافه من قبل جيش الاحتلال الإسرائيلي خلال معركة طوفان الأقصى".